# Newman/Haas IndyCar featuring Nigel Mansell
Newman/Haas IndyCar featuring Nigel Mansell, conhecido no Japão como Nigel Mansell Indy Car (ナイジェルマンセル・インディカー) e na América do Sul como Newman/Haas IndyCar Estrelando Nigel Mansell, é um jogo eletrônico de corrida de IndyCar desenvolvido pela Gremlin Interactive e publicado pela Acclaim, que foi lançado em 1994 para o Super Nintendo e Mega Drive.

## Jogabilidade
Este título pode ser considerado como a continuação Nigel Mansell's World Championship Racing, e é baseado na temporada de 1994 da IndyCar, com Nigel Mansell e a equipe de automobilismo Newman/Haas Racing.

## Recepção
A GamePro deu a versão de Mega Drive uma análise mista. Eles criticaram a falta de um recurso de visualização de alterações (que já havia se tornado padrão para jogos de corrida) e a ausência de detalhes gráficos, mas elogiaram o multi-jogador de tela dividida, controles altamente responsivos e a escolha de um modo arcade simplista e intenso. e um modo de simulação que exige uma tomada de decisão cuidadosa e ponderada do jogador. Eles avaliaram a versão do Super Nintendo como não sendo tão boa devido aos efeitos visuais menos dramáticos e aos sons do motor menos realistas.
A Next Generation analisou a versão de Super Nintendo do jogo, classificando-a com duas de cinco estrelas, e afirmou que "Este jogo é repetitivo, monótono e pouco divertido".